# Шліфувальні машини
Шліфувальні машини — клас електроінструментів для шліфування та полірування поверхонь з різних матеріалів: деревини, металу, пластмаси, каменю та інших видів.
Багато видів шліфувальних машин мають можливість збору пилу в спеціальні резервуари (пилозбірники) або шляхом підключення будівельного пилососа.

## Стрічкова шліфувальна машина

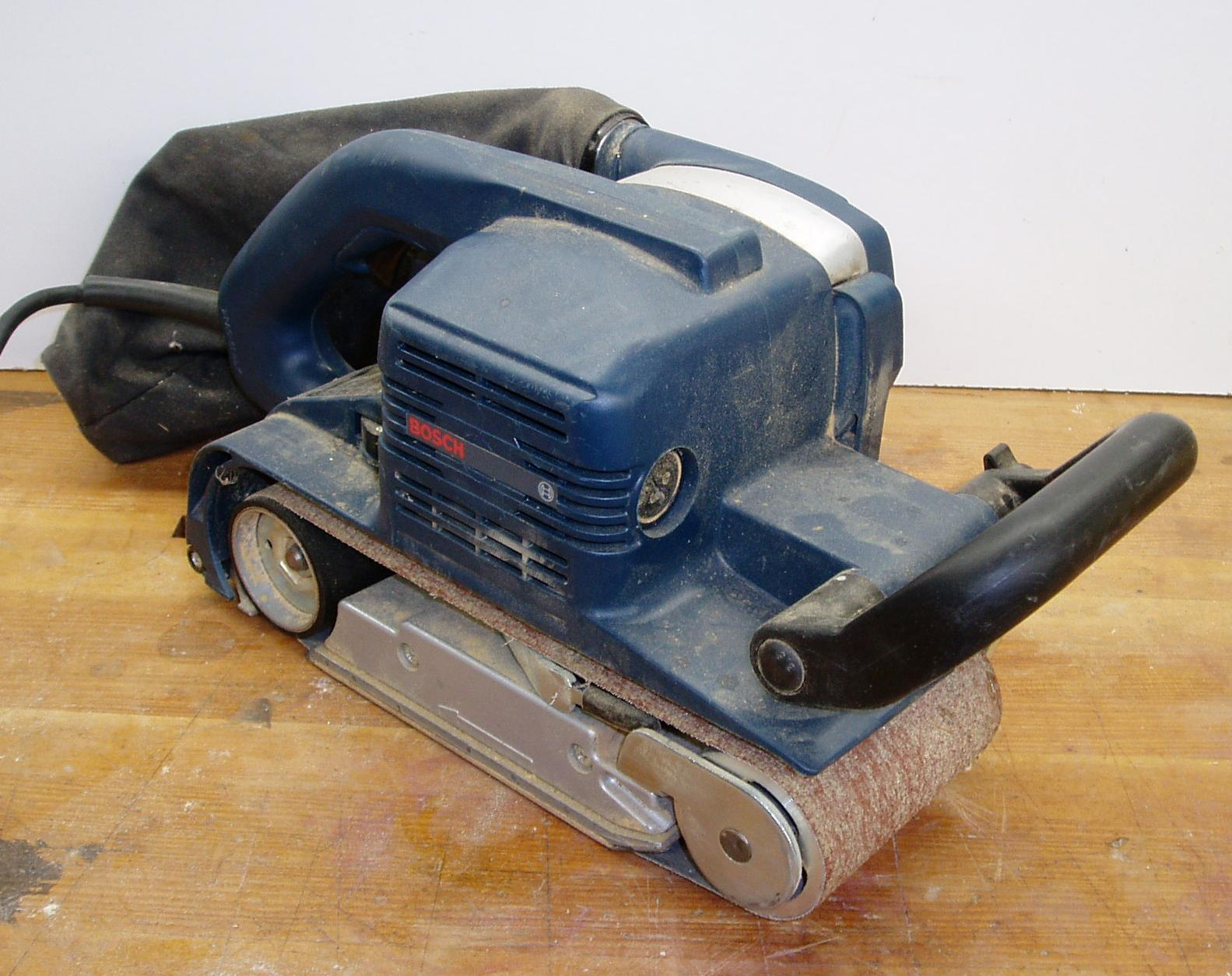
Стрічкова шліфувальна машина з пилозбірником

Шліфування здійснюється постійним односпрямованим рухом наждачного паперу у вигляді стрічки, натягнутої на два (і більше) ролика. Завдяки високій продуктивності основне призначення цієї машини — шліфування великих поверхонь. Стаціонарні стрічкові шліфувальні машини (англ. belt sander) використовуються для обробки металічних деталей, заточування інструменту та в обробці деревини.

## Вібраційна шліфувальна машина

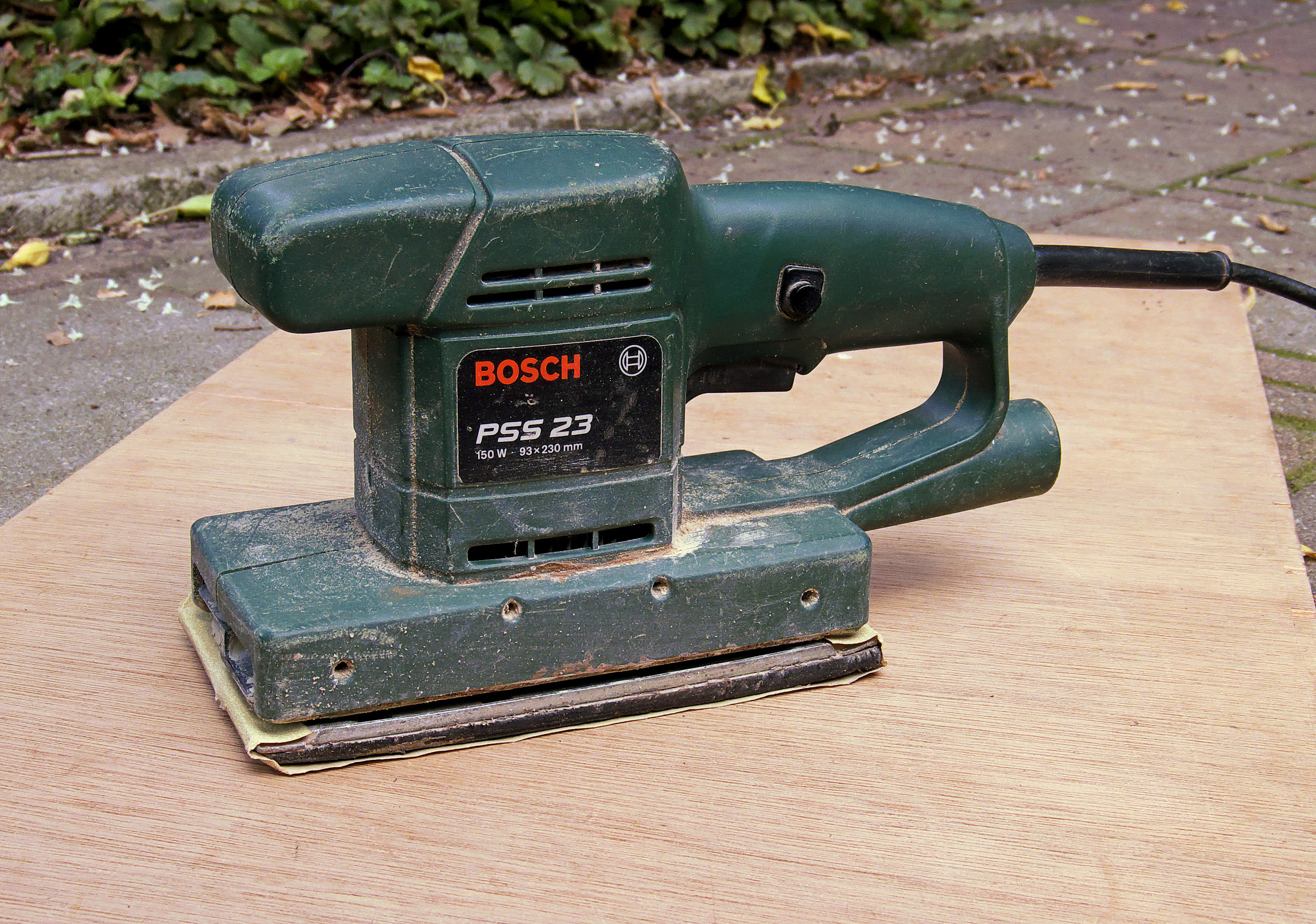
Вібраційна шліфувальна машина

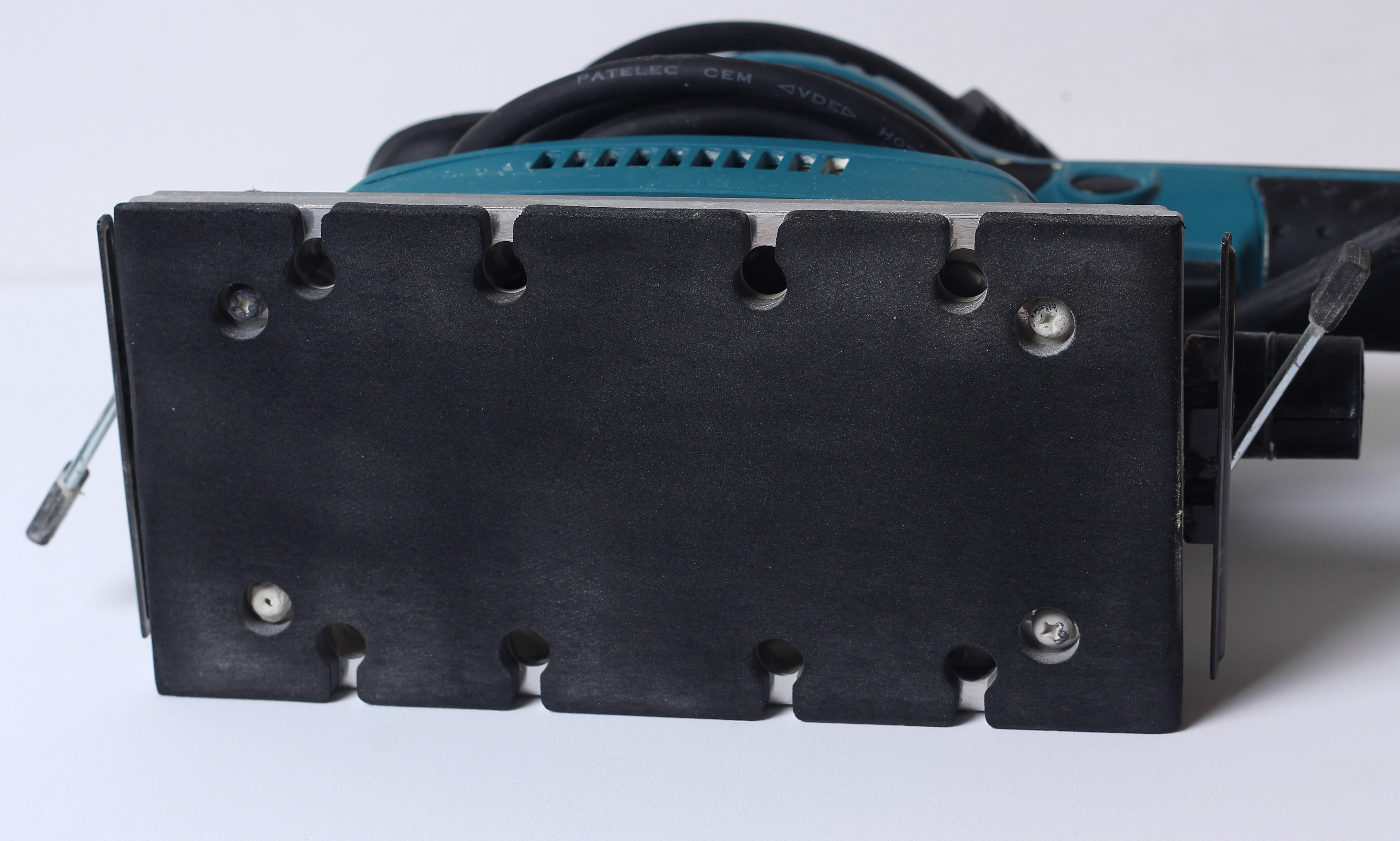
Підошва шліфувальної машини

Інша назва — плоскошліфувальна машина. Робочим вузлом цього інструменту є прямокутна підошва, на якій закріплюється лист наждачного паперу. Шліфування і полірування здійснюється шляхом швидких зворотно — поступальних рухів підошви (близько 20 000 коливань за хвилину (333, (3) Гц) з амплітудою близько 2 мм). Найбільш поширені два способи кріплення наждачного паперу:
- За допомогою притискного механізму з двох сторін підошви.
- За допомогою липучки — папір просто прикладається своєю основою на підошву, що має таку особливість.

Шліфувальний папір та підошва мають кілька отворів для відводу пилу з робочої зони в мішок або пилосос. Основне призначення — шліфування та полірування.

### Дельташліфувальна машина
Є різновидом вібраційної шліфувальної машини. Дельташліфувальна машина відрізняється дельтаподібною (трикутною, як у праски) формою підошви, яка дозволяє працювати у важкодоступних місцях — в кутах, серед виступів та в інших подібних місцях. Універсальний різак може виконувати функції дельташліфмашини при встановленні відповідної оснастки (трикутної підошви з липучою основою) і шліфувального паперу).

### Багатофункціональна шліфувальна машина
Поєднує в собі можливості вібраційної, кутової та дельташліфувальної машини.

## Ексцентриковашліфувальна машина

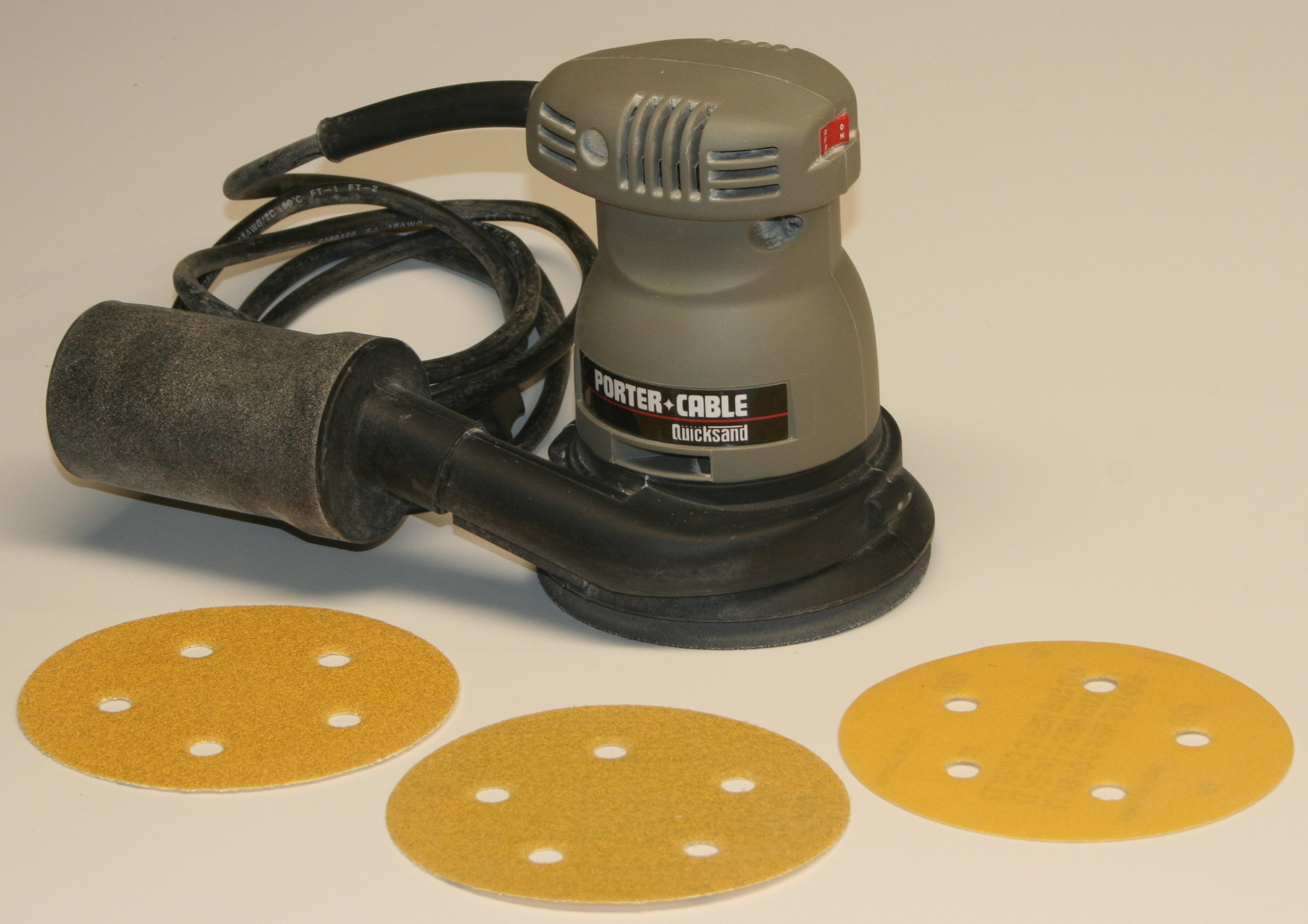
шліфувальна машина з пилозбірником та шліфувальними кругами

Інша назва — орбітальна шліфувальна машина. Робочим вузлом цього інструменту є кругла підошва, на якій за допомогою липучки закріплюється шліфувальний круг. Шліфування та полірування здійснюється двома видами одночасних рухів підошви:
- Обертання по орбіті.
- Обертання навколо своєї осі.

Шліфувальний круг і підошва, як і у вібраційної шліфувальні машини, мають кілька отворів для відводу пилу з робочої зони в мішок або пилосос. Основне призначення — шліфування та високоякісне полірування.

## Кутова шліфувальна машина

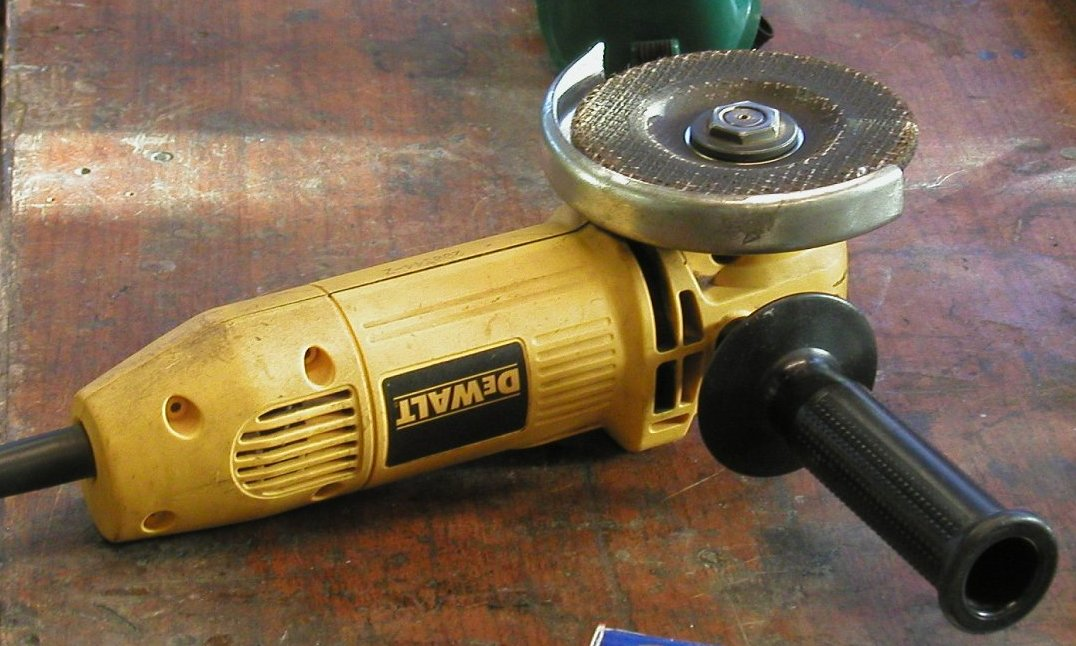
Кутова шліфувальна машина

Шліфування здійснюється обертовим навколо своєї осі шліфувальним кругом. Шпиндель цього інструменту, на який встановлюється коло, розташовується під прямим кутом (90 °) по відношенню до поздовжньої осі корпусу інструменту.
Незважаючи на свою назву, цей інструмент, разом зі спеціальним оснащенням (відрізними кругами), також використовується для різання металу, бетону та інших матеріалів. У загальному випадку, кутові шліфувальні машини з невеликими діаметрами кола (115, 125, 150 мм) призначені для шліфування та інших подібних робіт, а з великими діаметрами кола (180, 230 мм) — для різання.
Види оснастки: відрізні, зачисні та обдирні, пелюсткові й інші види кіл для виконання різних робіт.

## Полірувальна шліфувальна машина

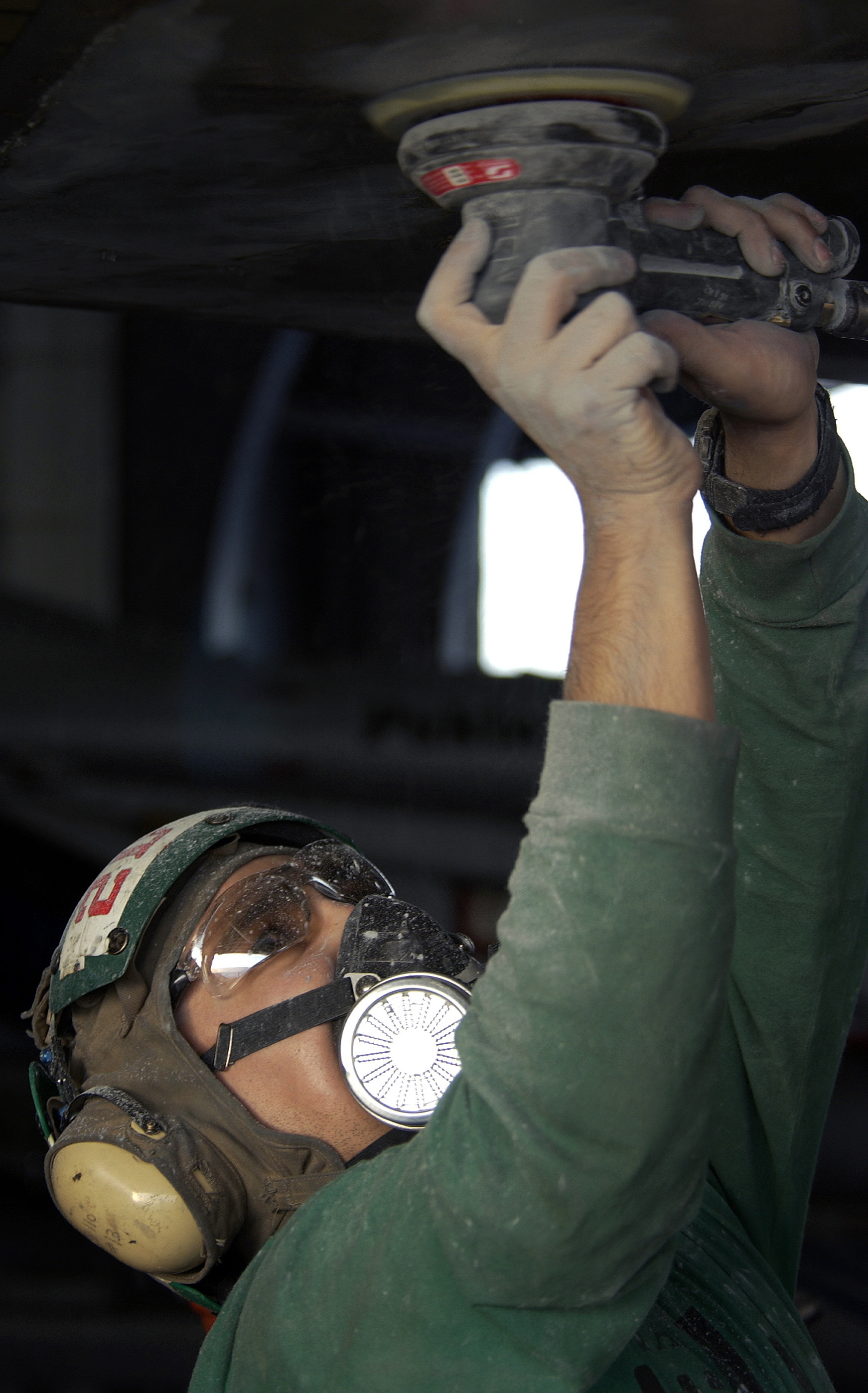
Оператор працює полірувальною шліфувальною машиною

Є спеціалізованим різновидом кутової шліфувальної машини. Її основним призначенням є полірування металевих та пофарбованих поверхонь.

## Пряма шліфувальна машина
На відміну від кутової шліфувальної машини, шпиндель цього інструменту, на який встановлюється робоче оснащення, розташовується уздовж поздовжньої осі корпусу інструменту. Зокрема в якості прямої шліфувальної машини може бути використана електрична дриль із насадкою для шліфування.

## Щіткова шліфувальна машина
різновиди:

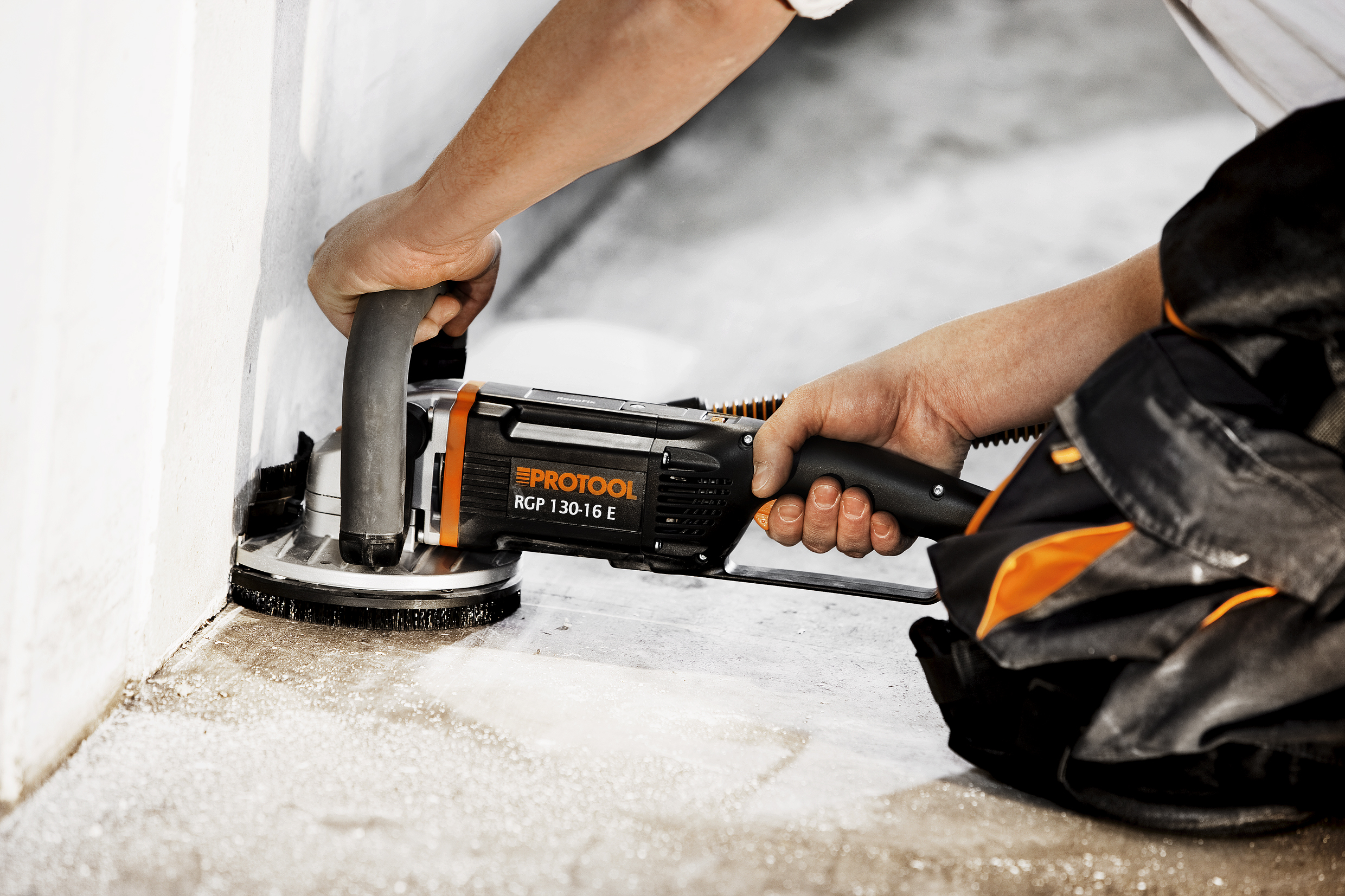
Щіткова шліфувальна машина

- Конструктивно схожі з кутовою шліфувальною машиною. Під час роботи використовується одна щітка.
- Конструктивно схожі з стрічковою шліфувальною машиною. Під час роботи одночасно використовуються дві щітки.

## Шліфувальна машина по бетону
Інша назва — мозаїчно-шліфувальна машина. Використовується для вирівнювання бетонної та кам'яної підлоги, деякі моделі підходять для полірування. Мають збільшену продуктивність у порівнянні з ручними моделями. За принципом діляться на траверсні й планетарні. В якості робочої оснастки можуть використовуватися алмазні фрези і чашки, абразивна стрічка, шліфувальні черепашки або пади.